# Приложен софтуер
Приложен софтуер (на английски: application software, app, на немски Applikation) (също приложно програмно осигуряване, накратко приложение) е софтуер, предназначен за изпълнението на определени потребителски задачи, като е направен така, че да взаимодейства непосредствено с потребителя. Той се състои от компютърни програми, предназначени за решаване на конкретни задачи на крайния потребител – например една компютърна програма за осъществяване на счетоводство на фирма е приложна програма. В повечето операционни системи приложните програми не се обръщат директно към ресурсите на компютъра, а работят с тях посредством операционната система. Приложният софтуер се разпространява във вид на програмни продукти и програмни пакети.
Програмните продукти са програми, които спомагат работата на потребителя при решаването на конкретни задачи.
Съвкупността от логически свързани програми, отговарящи на определени правила за работа в зададена среда, се нарича програмен пакет. Такива програми са уеб браузърът, например, в смартфоните и таблетите.

## Видове
Приложният софтуер се разпространява във вид на отделни програми (програмни продукти) или програмни пакети. Програмните продукти са тези, които осъществяват конкретната дейност (специфично приложение), а програмният пакет е логическо свързано множество от няколко програмни продукта, според изискванията на дадена предметна област. Програмният пакет е съпроводен с документация за използването му.
Най-общо приложният софтуер е два вида: с отворен код, фирмен или по поръчка. От своя страна фирменият се дели на универсален и специализиран.

### Фирмен софтуер
Фирмените програми се създават от организации, специализирани в производството на софтуер с комерсиална цел. Той може да бъде два вида: софтуер с общо или със специално предназначение. Първият (универсалният софтуер) е предназначен за потребители, работещи в различни области, но извършващи една и съща дейност.
Предимства:
- Продава се на ниска цена – определя се от тиража;
- Подходящ е за широка употреба;
- Има лесен интерфейс с потребителите;
- Предоставя се с документация за използване;
- Фирмата гарантира възможности за обновяване;
- Възможност за обновяване и гаранция за намаляване на вирусите;

Недостатъци:
- Необходимо е добро познаване за създаване на конкретно приложение;
- Потребителят носи отговорност за целесъобразното му използване.

Фирменият софтуер със специално предназначение се използва за подпомагане на специфични дейности и може да бъде например една програма за резервиране на стаи в хотела – съдържаща информация за стаите в хотела, приемаща заявки на клиентите и осъществяваща резервации за определено време.
Универсален фирмен софтуер е например:
- Текстов редактор
- Електронна таблица
- Информационна система
- Графични пакети

Съвременната тенденция в развитие на универсалния софтуер е да може да изпълнява колкото се може повече функции.
Програмните пакети са съставени от няколко взаимно свързани приложни програми. Те предоставят еднообразен програмен интерфейс и среда за работа и възможност за обмен на данни между приложенията. Основно тяхно предимство, е че когато потребителят се научи да работи с едно от приложенията, голяма част от знанията и уменията могат да се използват за работа с други приложения. Пример за такъв пакет е пакетът Microsoft Office с вградени приложения Microsoft Word, Microsoft Excel, Microsoft Access и др.

### Поръчков софтуер
Потребителските програми по поръчка са предназначени за използване от отделни лица или организации и се проектират и създават за задоволяване на техните специфични нужди, които не могат да се решат от друг вид софтуер. Характерно за този вид софтуер е високата му цена.

## Условия за ползване
Повечето софтуери са обект на авторско право и обикновено отношенията между автора и крайния потребител се уреждат чрез специален договор, наричан софтуерен лиценз, или Лицензно споразумение за крайния потребител (End User License Agreement, EULA). Лицензите предоставят на потребителя правото да ползва софтуера при определени условия. Предоставянето на това право става в рамките на няколко прилагани модела:
- Платен софтуер – потребителят заплаща еднократно или периодично определена сума на автора на софтуера.
- Шеъруер – потребителят ползва софтуера без заплащане в рамките на някакви ограничения.
- Адуер – потребителят не заплаща пряко за ползването на софтуера, но в него са включени рекламни съобщения, текст или звук.
- Безплатен софтуер – това са програми, даващи достъп до друга платена услуга или разширяващи възможностите за нейното ползване.
- Свободен софтуер – безплатен софтуер с отворен код, чийто изходен код е публично достъпен за преглед и редактиране.